# Skotiná (Piérie)
Skotiná, en grec moderne : Σκοτεινά, est un village du dème de Kateríni, de Macédoine-Centrale en Grèce.
Selon le recensement de 2011, la population du village compte un habitant.